# ハキームッラー・マフスード
ハキームッラー・マフスード（حکیم اللہ محسود、英語：Hakimullah Mehsud、1979年 - 2013年11月1日）は、パキスタン・ターリバーン運動の指導者の1人。2009年8月に爆殺されたバイトゥッラー・マフスードの弟。日本語メディアでは、ハキムラ・メスードと表記されることがある。

## 経歴
2009年8月に空爆で死亡した兄、バイトゥッラーの後を継いで、パキスタン・ターリバーン運動の指導者となった。
マフスードは、約2千人の兵士を有し、パキスタン北部のオーラクザイ、クッラム、ハイバル管区で活動していた。
2009年10月、マフスードが内紛により殺害されたという報道が流れたが、マフスードは、ビデオに出演し、この噂を自ら否定した。
2009年11月、パキスタン当局は、マフスードの逮捕又は殺害に繋がる情報に対して、60万ドルの懸賞金をかけた。
パキスタンのNation紙によれば、2010年1月14日、アメリカの無人偵察機のミサイル攻撃により致死傷を負い、3日後に死亡したという。パキスタン・ターリバーンのスポークスマン・アアザム・ターリク（اعظم طارق、Azam Tariq）は、AFPとの電話において、この情報を否定している。
2013年11月1日、アメリカ軍の無人機の攻撃により死亡したと報道され、パキスタン・ターリバーン運動幹部やアメリカ当局筋もそれを認めた。その後、ハキームッラー・マフスードの後継指導者としてマウラナ・ファズルッラーが選出された。